# Daurala
Daurala là một thị xã và là một nagar panchayat của quận Meerut thuộc bang Uttar Pradesh, Ấn Độ.

## Địa lý
Daurala có vị trí 29°07′B 77°41′Đ / 29,12°B 77,68°Đ Nó có độ cao trung bình là 223 mét (731 feet).

## Nhân khẩu
Theo điều tra dân số năm 2001 của Ấn Độ, Daurala có dân số 10.684 người. Phái nam chiếm 54% tổng số dân và phái nữ chiếm 46%. Daurala có tỷ lệ 56% biết đọc biết viết, thấp hơn tỷ lệ trung bình toàn quốc là 59,5%: tỷ lệ cho phái nam là 65%, và tỷ lệ cho phái nữ là 45%. Tại Daurala, 17% dân số nhỏ hơn 6 tuổi.